# Enas Taleb
Enas Taleb (Arabisch: إيناس طالب; Basra, 21 februari 1980) is een Iraaks actrice en presentatrice.

## Biografie
Taleb studeerde in 1995 af aan het Institute of Fine Arts. Nadat ze het meegedaan aan enkele theatrale optredens op het Forum Theater Festival, kreeg ze meerdere aanbiedingen om mee te spelen in televisiedrama's. 
Ze heeft onder andere gespeeld in de Irakese series Escape to Illusion, Shadow of Man en Tales of the Three Cities.
Ze is getrouwd en heeft twee kinderen. Taleb is een van de populairste actrices van Irak en heeft 9 miljoen volgens op Instagram. In 2022 klaagde ze het Britse magazine The Economist aan voor het oneigenlijk gebruik van haar foto; het medium had een artikel geschreven over waarom Arabische vrouwen zwaarder zijn dan mannen en had Talebs foto boven het artikel gezet als voorbeeld.